# Fort Navan

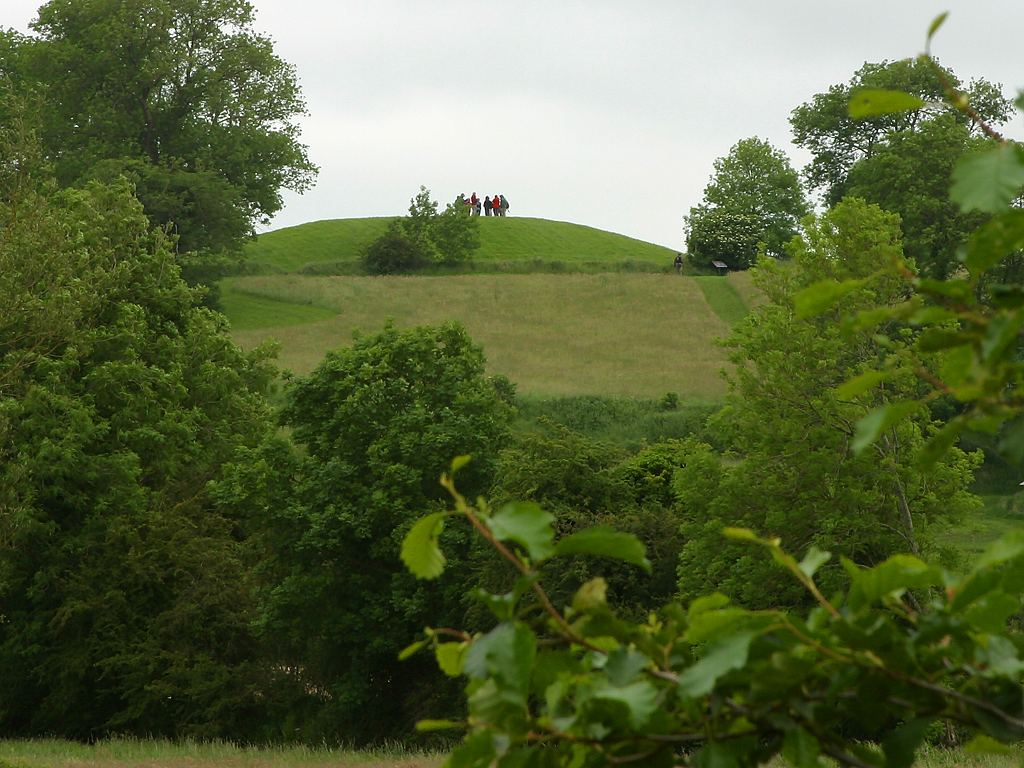
Eamhain Mhacha – widok od zewnętrznego kopca

Fort Navan – starożytny zabytek, istniejący od późnej epoki brązu, w hrabstwie Armagh, na terenie Irlandii Północnej, dawne grodzisko Emain Macha (współczesny irlandzki Eamhain Mhacha), starożytna i średniowieczna stolica królestwa Ulaidu.

## Lokalizacja i pradzieje
Pierwsza wzmianka o nim znajduje się w Geografii Klaudiusza Ptolemeusza (ok. 100-ok. 168), greckiego geografa, jako „Isamnion” w kraju „Volunti” (Ούολουντοι), znanym później jako Ulaid. Miejsce to znajduje się pod Państwową Opieką Pomników Kultury w okręgu Navan, w mieście Armagh i obszaru Rady Okręgowej. Położone na niskim wzgórzu w przybliżeniu 2,6 km na zachód od miasta Armagh. Miejsce znajduje się wewnątrz okrągłego ogrodzenia (250 metrów średnicy), otoczonego przez kopiec i rów. Wewnątrz są widoczne dwa pomniki. Na północnym zachodzie od środka, znajduje się gliniany kopiec o wymiarach 40 metrów średnicy oraz 6 metrów wysokości. Drugim nieznacznie na południowy wschód jest owalny odcisk pierścienia kopca, przeorane pozostałości późnego prehistorycznego ceremonialnego lub grobowego pomnika, o średnicy ok. 30 metrów.
Archeologiczne prace wykopaliskowe ujawniły, że konstrukcja 40 metrów od centrum kopca datowana jest na 95 r. p.n.e. (datowanie metodą dendrochronologiczną). Owalna struktura, składająca się z czterech stanowisk koncentrycznych pierścieni, była zbudowana wokół centralnego dębowego pienia. Wejście zwrócone było na zachód (przedhistoryczne domy niezmiennie miały front wschodni, w kierunku wschodzącego słońca). Podłoga budowli była pokryta kamieniami umieszczonymi w promienistych segmentach. Cały gmach był umyślnie spalony do gruntu przed ponownym wyłożeniem w kopcu ziemi i torfu (inne analogiczne archeologiczne dowody powtórnej budowy i ofiarowania to Tara oraz Dún Ailinne). Nasyp i rów, który otaczają szczyt wzgórza został zbudowany w tym samym czasie.

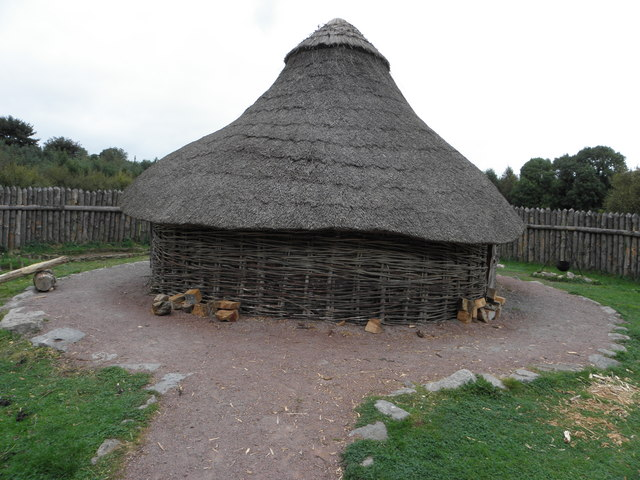
Zrekonstruowany okrągły dom w centrum Fortu Navan

Uczeni uważają, że obszar ten był stale zamieszkały od końca epoki brązu do roku 500 naszej ery.  Żadna pewna data nie może być wyznaczona dla tego obiektu, ale prace wykopaliskowe i przeglądy geofizyczne osłoniły pozostałości drewnianej budowli w kształcie ósemki. Większy pierścień z ósemki liczy 30 metrów średnicy, zaś mniejszy ok. 20 metrów. Budowla była odbudowywana dwa razy. Podobne, nieznacznie mniejsze struktury, każdy z centralnym paleniskiem, były znalezione 40 metrów niżej. Artefakty znalezione w tych warstwach pokazują, że miejsce było niezamieszkałe w późnej epoce brązu oraz wczesnej epoce żelaza (w przybliżeniu od 600 do przynajmniej 250 r. p.n.e.). Być może najbardziej niezwykłym znaleziskiem w tych warstwach była czaszka Barbary Macaque. Strukturą wczesnej epoki brązu to okrągły rów otaczający kopiec, 45 metrów średnicy, 5 metrów szerokości oraz jednego metra głębokości. Znaleziono obrobiony krzemień oraz fragmenty ceramiki garncarskiej na stanowisku neolitycznym (od ok. 4000 do 2500 p.n.e.).

## Emain Macha w mitologii irlandzkiej
Według irlandzkiej legendy, Fort był jednym z centrów przedchrześcijańskiej Irlandii. Niewiele zostało z tego miejsca, pokrytego trawą kopca. Chociaż został nazwany „Fortem”, prawdopodobnie był pogańskim rytualnym lub ceremonialnym miejscem. Często był uważany za tradycyjną stolicę Ulatów, ludzi, którzy dali swą nazwę prowincji Ulaid. Prezentuje się także w mitologii irlandzkiej, szczególnie w opowiadaniach cyklu ulsterskiego. W mitologii Emain Macha jest stolicą Ulaidu, siedzibą króla Conchobara mac Nessy i miejscem ciągłego świętowania. O tym królu mówi się, że miał trzy domy w Emain Macha: Cróeb Ruad, Cróeb Derg oraz Téte Brecc. Są dwie wersje wyjaśniające pochodzenie nazwy „Emain Macha”. Pierwsza z nich pochodzi od imienia bogini Machy, córki Sainretha mac Imbaith oraz jego żony Crunniuc mac Agnomain. Z zemsty za jej złe potraktowanie rzuciła na krainę klątwę bólów porodowych. Bowiem, będąc w ciąży, chciała przełożyć bieg w wyścigu z rydwanem, ale bezskutecznie. Po przekroczeniu linii mety urodziła bliźnięta, po czym zmarła. Od tego wydarzenia miejsce nazwano Emain Macha, czyli „Bliźnięta Machy”. Druga wersja pochodzi od imienia Machy Mongruad, która będąc zwierzchnią królową Irlandii oraz królową Ulaidu kazała niewolnikom, którzy w istocie byli jej kuzynami i wcześniejszymi pretendentami do tronu, zbudować dla niej fort. Wyznaczyła im granice fortecy złotą broszką (Eó óir) zdjętą ze swojej szyi, albo trzymając ją cały czas na swojej szyi (Emuin, Eomuin). Od jej broszki (Eó) i szyi (muin) została utworzona nazwa „Emain Macha”. Średniowieczne Roczniki Czterech Mistrzów zarejestrowały, że miejsce opuszczono po tym, jak zostało spalone przez trzech braci Collasów (Conlae Uais, Conlae Menn i Conlae Fochri) w 331 r. n.e., po pokonaniu Fergusa IV Fogi, króla Ulsteru, w bitwie w Achadh Leithdheirg.

## Czasy współczesne

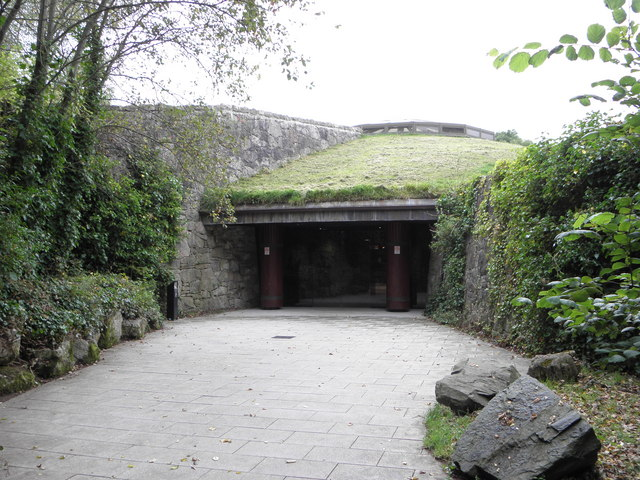
Wejście do centrum turystycznego Fortu Navan

Do 1985 r. miejsce było zagrożone przez osuwanie się pobliskiego łupku wapiennego. Dzięki wysiłkom grupy Przyjaciół Navan, zatrzymano dalsze wydobywanie wapienia oraz wykorzystano miejsce dla turystyki. Centrum turystyczne, prezentując archeologiczne artefakty i audiowizualne wystawy, zostało otwarte w 1993 r., ale został zamknięty w 2001 r. z braku funduszów. Po czterech latach ponownie otworzono w okresie sezonowym 2005 r. po tym, jak obiekt został kupiony przez miasto Armagh oraz Radę Okręgową.